# Communauté de communes de Volmunster
La communauté de communes de Volmunster est une ancienne communauté de communes française, qui était située dans le département de la Moselle en région Lorraine.

## Histoire
Le 1er janvier 1992, le District de Volmunster est créé par arrêté préfectoral du 20 décembre 1991.
Le 28 décembre 2000, le district se transforme en « Communauté de communes de Volmunster ».
Le 15 décembre 2009, elle fusionne avec les communautés de communes de Bitche et environs et du Pays du Verre et du Cristal pour former la Communauté de communes du Pays de Bitche.

## Composition
Elle regroupait les 16 communes du canton de Volmunster :
- Bousseviller
- Breidenbach
- Epping
- Erching
- Hottviller
- Lengelsheim
- Loutzviller
- Nousseviller-lès-Bitche
- Obergailbach
- Ormersviller
- Rimling
- Rolbing
- Schweyen
- Volmunster (siège)
- Waldhouse
- Walschbronn

## Administration
| Période                                  | Période | Identité         | Étiquette | Qualité                      |
| ---------------------------------------- | ------- | ---------------- | --------- | ---------------------------- |
| Les données manquantes sont à compléter. |         |                  |           |                              |
|                                          |         | Jean-Louis Chudz |           | Maire d'Epping (depuis 1989) |